# 椎川忍
椎川 忍（しいかわ しのぶ、1953年11月 - ）は、日本の自治・総務官僚。元総務省自治財政局長、日本ゲートボール連合会長。瑞宝中綬章受章。

## 人物
- 座右の銘
  - 照于一隅（一隅を照らす）
    - 「径寸十枚非是国宝、照于一隅此即国宝」
    - 「好事与他忘己利他、慈悲之極」（最澄「山家学生式」[5]より）
    - 「山川草木国土悉皆成仏（仏性）」

  - 百の理屈より、一つの実践
    - 「善悪の理屈を知りたるのみにありては武士道にあらず、善なると知りたるうえは直ちに実行に顕はし来るを以て武士道とは申すなり」（山岡鉄舟）
- 椎川流「公務員十戒」

1. 公務員である以前に、まず普通の人として皆から尊敬される人間になること。
2. 常に、健康をチェックし、身体を鍛え、気力を充実させて、公務能率を上げられるよう心がけること。
3. 自分が権限を持っていることを意識した上で、それを振り回すことなく、いつも謙虚に、国民、住民のために真剣に汗を流すこと。
4. 自分だけの狭い世界に閉じこもらず、平日だけに限らず、自分の時間とお金を使ってでも勉強や人との付き合いをし、知識と人脈をひろげること。
5. 自分の住む地域の自治会活動でも、ふるさとの地域おこしでも、趣味の国際交流でもいいから、仕事以外のプラスワンとして、なにか地域活動、ボランティア活動、NPO活動、社会貢献活動などをし、机の上の理屈を言うだけでなく、実際に身体を動かすこと。
6. 自分の眼で現場を確認し、国民や地域住民の声に謙虚に耳を傾け、自分の担当する仕事に工夫を加えて、常に一歩前進するつもりで改革、改善に努め、スモールサクセスを積み重ねること。
7. 組織や上司のためでなく、直接国民や地域住民のためになっているかという公務員の最終ミッションを意識しながら、常に自分の仕事を点検すること。
8. 仕事から逃げることなく、責任を他人に押しつけることなく、自分のすべきことをきちんと処理すること。
9. 失敗を部下のせいにすることなく、また、上司にこびることなく、自分の正しいと考えることをやり抜くこと。
10. 理屈だけでものを言わず、自分がそう言われて実際にそれを実行しなければならない立場になったらどうかということを必ず考えてからものを言うこと。

## 経歴
- 1953年（昭和28年） - 11月、秋田県由利本荘市出身。
- 1972年（昭和47年）- 3月、三重県立四日市高等学校を卒業。
- 1976年（昭和51年）- 3月、東京大学法学部第2類（公法コース）を卒業。
  - 4月、自治省に入省。財政局交付税課兼大臣官房総務課[6]。
  - 7月、埼玉県地方課・財政課に勤務。
- 1978年（昭和53年）- 8月、自治省財政局交付税課。
- 1981年（昭和56年）- 8月、香川県総務部主幹、地域計画課長、企業振興課長。
- 1984年（昭和59年）- 4月、自治省消防庁救急救助室救急専門官・人事院在外研究員（米国危機管理庁）。
- 1987年（昭和62年）- 4月、宮崎県財政課長。
- 1989年（平成元年）- 4月、自治省財政局交付税課長補佐。
- 1990年（平成2年）- 4月、自治省財政局財政課長補佐、理事官、財政企画官。
- 1993年（平成5年）- 4月、島根県総務部長、理事。
- 1995年（平成7年）- 7月、自治省官房国際室長。
- 1998年（平成10年）- 1月、自治省財政局調整室長。
- 2001年（平成13年）- 1月、総務省自治財政局地方債課長。
- 2003年（平成15年）- 1月、総務省自治財政局財政課長。
- 2005年（平成17年）- 1月、内閣府大臣官房審議官（経済社会システム担当）
  - 7月、総務省大臣官房審議官（財政制度、財務担当）
- 2007年（平成19年）- 7月、自治大学校長（第43代）
- 2008年（平成20年）- 7月、地域力創造審議官（初代）
- 2009年（平成21年）- 12月15日、「緑の分権改革推進本部」が発足。
- 2010年（平成22年）- 4月28日、第1回「緑の分権改革推進会議」が開催[7]。
- 2010年（平成22年）- 7月、自治財政局長[8]。
- 2012年（平成24年）- 9月、退官。
- 2013年（平成25年）- 6月28日、一般財団法人地域活性化センター常務理事に就任。
- 2014年（平成26年）- 6月27日、地域活性化センター理事長に就任。
- 2017年（平成29年）- 6月27日、小野清子の後を受け、日本ゲートボール連合会長に就任[9]。

## 役職
- 総務省地域力創造・緑の分権改革アドバイザー[10]。
- 内閣官房地域活性化伝道師[11][12]。
- 地域に飛び出す公務員ネットワーク代表[13]。
- 地域に飛び出す公務員を支援する首長連合[14]。
- 羽黒古修験道山伏 椎川善永[15]。
- Shiikawas経営イノベーション代表[16]。
- 民間活力開発機構理事[17]。
- 移住交流推進機構業務執行理事[18][19]。
- 首都大学東京非常勤講師（平成26年度）
- ふるさとテレビ東京事務所長会議座長
- 日本倶楽部広報委員・図書委員・IT 委員。
- ぐるなび顧問。
- しまね定住財団・島根県町村会 顧問。
- 日本フットパス協会顧問・IGOコミュニケーションズ 顧問。
- やねだん故郷創世塾（常任講師）[20]。
- 由利本荘市特別顧問[21]。
- 北杜市地域力創造アドバイザー
- 地域力おっはー！クラブ代表。
- 国際日本文化研究センター共同研究員（平成21、22 年度）、
- TOSS（Teachers’Organization of Skill Sharing）応援団。
- 日立製作所情報・通信システム社シニアアドバイザー[22]。
- 木島平農村文明実践塾 顧問。
- 東京おもちゃ美術館・グッドトイ委員会（木育推進）

## 著書
- 共著『地域おこし協力隊 日本を元気にする60人の挑戦 』学芸出版社 ISBN 978-4761513528 （2015/8/26 ）[23]
- 共著『知られざる日本の地域力―平成の世間師たちが語る見知らん五つ星 』今井印刷 ISBN 978-4906794676 （2014/12 ）
- 単著『地域に飛び出す公務員ハンドブック―地域から日本を変えよう 』今井書店（米子）ISBN 978-4896780819 （2012/10 ）
- 単著『緑の分権改革: あるものを生かす地域力創造 』学芸出版社 ISBN 978-4761525248（2011年11月15日 ）
- 共著『地域旅で地域力創造』学芸出版社 ISBN 978-4761525095（2011/4/1 ）
- 単著『少子高齢化時代の自治体と社会保障政策 （新時代の地方自治 ） 』ISBN 978-4324066119 ぎょうせい （2002/01 ）

## 栄典
- 2024年4月 令和6年春の叙勲で瑞宝中綬章を受章[24]